# Johannes Even
Johannes Peter Hubert Even (* 10. Dezember 1903 in Essen; † 24. November 1964 in Köln) war ein deutscher Politiker der CDU.

## Leben und Beruf
Der Sohn eines Arbeiters bei der Firma Krupp machte nach der Volksschule eine Bäckerlehre und arbeitete zunächst auch in diesem Beruf. Von 1921 bis 1924 war er als Arbeiter in den Essener Krupp-Werken tätig, bis er 1924 für zwei Jahre Mitarbeiter des Katholischen Arbeitersekretariats in Essen wurde. Von 1927 bis 1939 war Even Diözesansekretär der Katholischen Arbeiterbewegung (KAB) im Bistum Mainz. Bis zur Auflösung 1933 war er auch Kartellsekretär der Christlichen Gewerkschaften in Mainz. 1939 enthoben ihn die Nationalsozialisten aller Ämter, so dass er die Geschäftsführung der Bäckerei-Einkaufsgenossenschaft in Bergheim übernahm.
Nach dem Zweiten Weltkrieg beteiligte sich Even an der Wiedergründung der Katholischen Arbeiterbewegung und an der Bildung des DGB im Kreis Bergheim (Erft). Diesen verließ er jedoch 1955 wieder und beteiligte sich an der Gründung der Christlichen Gewerkschaftsbewegung Deutschlands. 1948 wurde er Verbandssekretär der Katholischen Arbeiterbewegung Westdeutschlands, 1959 deren Verbandsvorsitzender. Er amtierte zudem als Vizepräsident des „Internationalen Bundes Christlicher Gewerkschaften“ und des Zentralkomitees der deutschen Katholiken (ZdK).

## Partei
In der Weimarer Republik gehörte Even dem Windthorstbund, der Jugendorganisation der Zentrumspartei, und später dem Zentrum selbst an, wo er Mitglied des hessischen Landesvorstandes wurde.
Nach dem Zweiten Weltkrieg beteiligte sich Even an der Gründung der CDU im Kreis Bergheim (Erft). Seit 1960 gehörte er dem Landes- und dem Bundesvorstand an.

## Abgeordneter
Vor 1933 saß Even im Mainzer Stadtrat. Von 1946 bis 1950 war er Mitglied des Landtages von Nordrhein-Westfalen.
Ab 1949 war er bis zu seinem Tode 1964 Bundestagsabgeordneter. Er wurde im Wahlkreis Bergheim–Euskirchen stets direkt ins Parlament gewählt. Seit 1953 war er Mitglied des Vorstandes der CDU/CSU-Bundestagsfraktion. Seit 1953 war er auch Delegierter im Europarat und in der Versammlung Westeuropäischen Union (WEU).

## Öffentliche Ämter
Even war von 1946 bis 1948 Landrat im Kreis Bergheim (Erft).

## Ehrungen
Nach Even sind zwei Straßen, die Johannes-Even-Straße in Erftstadt und in Nürnberg-Langwasser, sowie das Johannes-Even-Heim in Bad Wünnenberg benannt.